# 湖南第一师范学院
湖南第一师范学院，简称湖南一师、第一师范、一师，是一所全日制师范类普通高等本科院校，坐落在湖南省长沙市，前身为南宋的城南书院，1903年建立湖南师范馆，2008年升格为本科院校。

## 历史

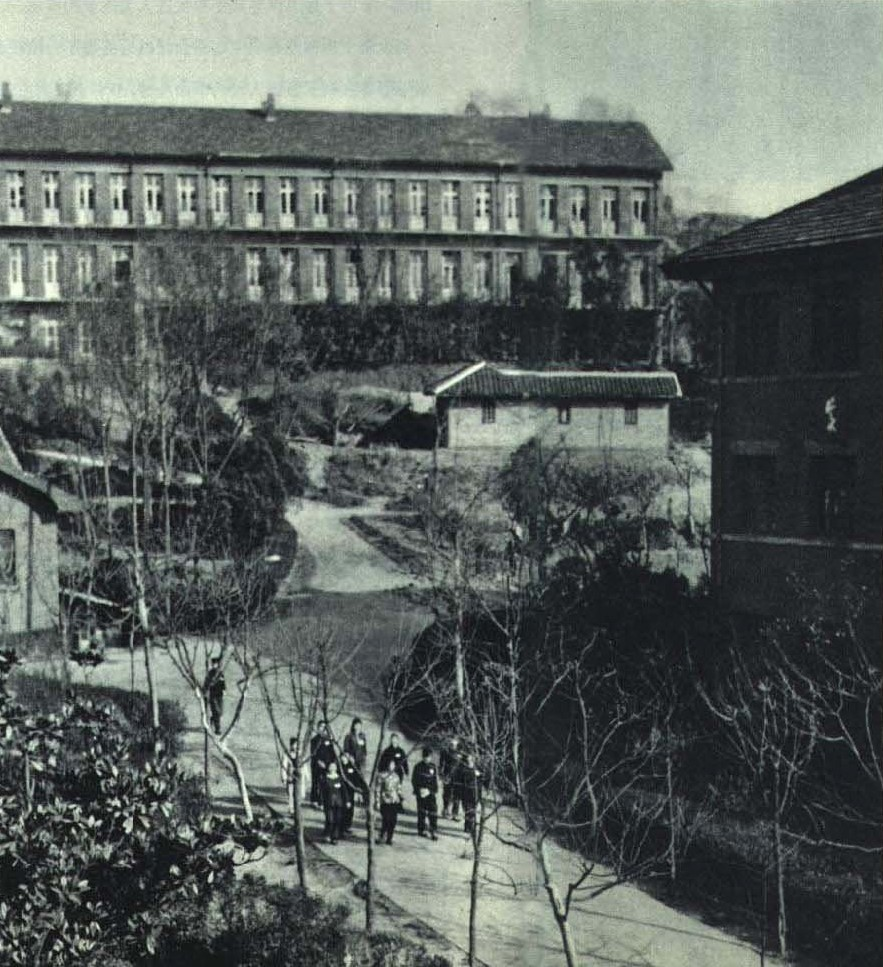
1963年湖南第一师范学校

前身为城南书院，由张浚、张栻父子建于南宋绍兴三十一年（1161年），盛极一时。随着南宋崩溃，书院在元代期间废弃，改建为僧寺。明朝期间又经历几次兴废，正德二年（1507年）、嘉靖四十二年（1563年）两度修复，万历六年（1578年）再度废弃，嘉庆二十五年（1820年）于原址妙高峰大规模复建。
清朝光绪29年（1903年），建立湖南师范馆，为解决废科举、兴学校的师资问题，经由湖南巡抚赵尔巽批准设立；同年2月17日正式开学，学制一年；王先谦任第一任馆长。入学对象为30岁以下乡试落选举子，学制一年，成绩及格者发给文凭，准予担任中、小学堂教员；共设有伦理、经学、算学、中外史学、中外舆地、文学、理化学、英文、图画、体操等10多门课程。
师范馆初址租于黄泥街余宅（今五一广场附近），因址窄小，1903年11月迁往妙高峰的城南书院，合并为湖南全省师范学堂。生员达百余人，分为甲乙两班。
1904年，赵尔巽经奏准，将学堂分为湖南中路师范学堂、湖南西路师范学堂、湖南南路师范学堂，中路师范学堂设于长沙，以妙高峰原址为依托组建，招收长沙、宝庆、岳州三府学生。至1909年先后招收文理4班、预科3班，共332人，其中88人于1908年遵新章拨送优级师范，另224人按期毕业。
1907年，湖南中路师范学堂更名湖南省立初级师范，1910年毁于大火，并于1912年修复，更名湖南公立第一师范学校。1914年3月，湖南公立第一师范学校与湖南省立第四师范学校（建于1913年）合并为湖南省立第一师范学校（旧址参见湖南省立第一师范学校旧址）。
此期间主要仿效日本普通中学与师范学校分立双轨制，1926年秋季，改为美国式单轨制综合中学，学校并入湖南省立高级中学，成为湖南省立高级中学教育科。1927年因马日事变而停办，于1928年春復课，改为湖南省立高级中学师范科。
1929年1月，旧址续办湖南省立第一中学，师范科独立分出更名湖南省立第一师范学校，迁至省教育厅、一师二附小所在的教育会坪（原国民党省党校院内），称“新一师”。1930年，中国工农红军攻打长沙时，学校一度停办。
抗日战争爆发后，1938年毁于文夕大火，迁至湘乡西阳、安化桥头河等地。1939年2月，与湖南省立第一中学、湖南省立第二女子中学等共七所学校合并为湖南省立第一临时中学，省立第一师范成为湖南省立第一临时中学师范部。1941年1月，师范部再次分出，改建湖南省立第一师范学校。1946年初，从安化桥头河搬至岳麓山左家垅。1949年，更名湖南省第一师范学校。

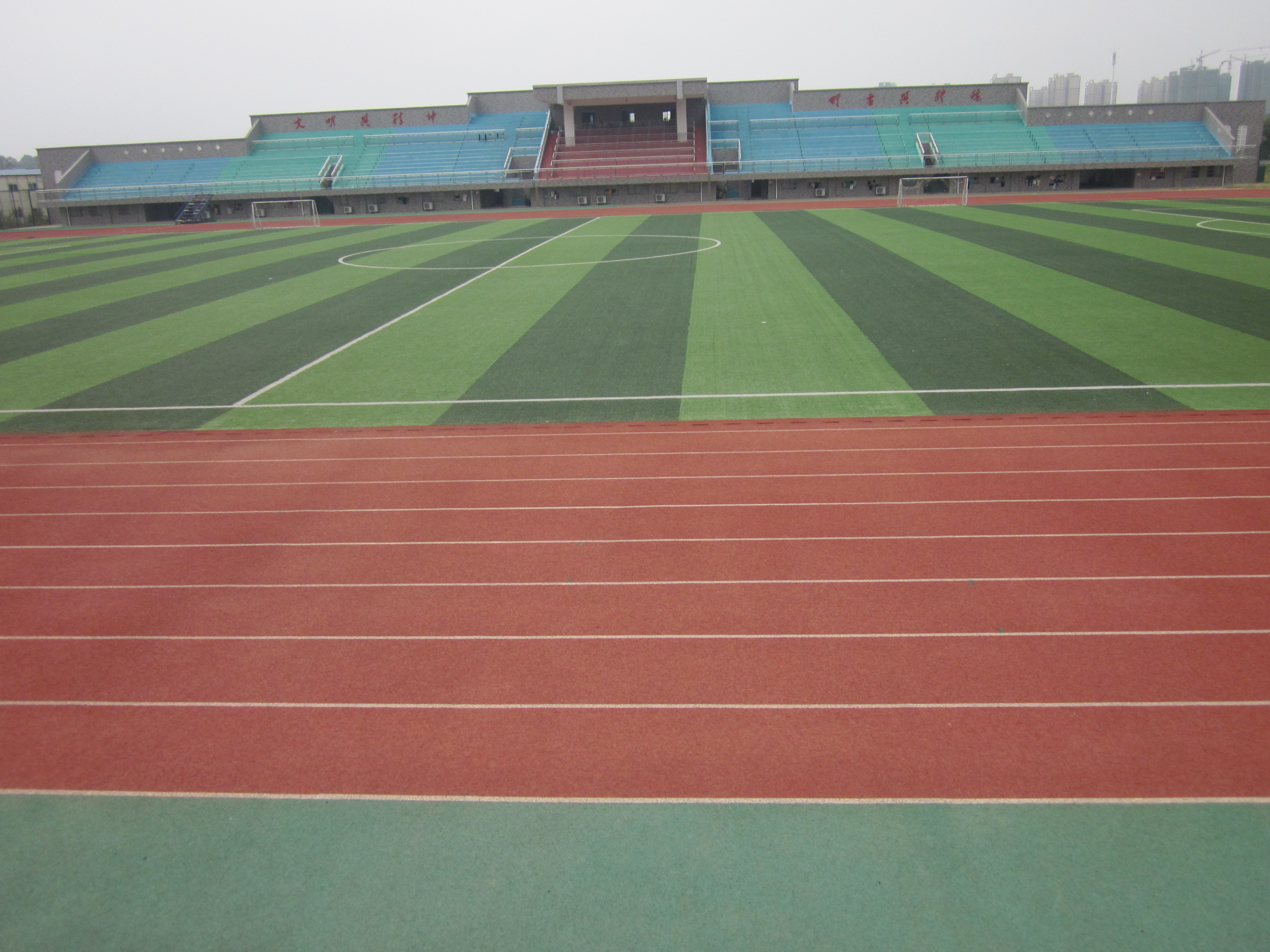
体育场。

1950年，长沙师范学校的男生并入。1951年，湖南建设中学师范部并入。1954年，湖南省艺术师范学校并入。1961年，长沙师范学校2个班并入。
1954年，学校从左家垅迁回原址，到1969年初完成全部复建工作，并建有陈列馆，1972年被评为湖南省级文物保护单位。1976年，批准按照建校初期原貌复建。2006年，湖南省立第一师范学校旧址列入全国重点文物保护单位。
2000年，学校升格为专科学校，名称仍为湖南省第一师范学校。2008年，升格为本科院校，更名湖南第一师范学院。
2003年，毛泽东嫡孙毛新宇参观一师时题词：“一师是个好学校”。

## 历任校长

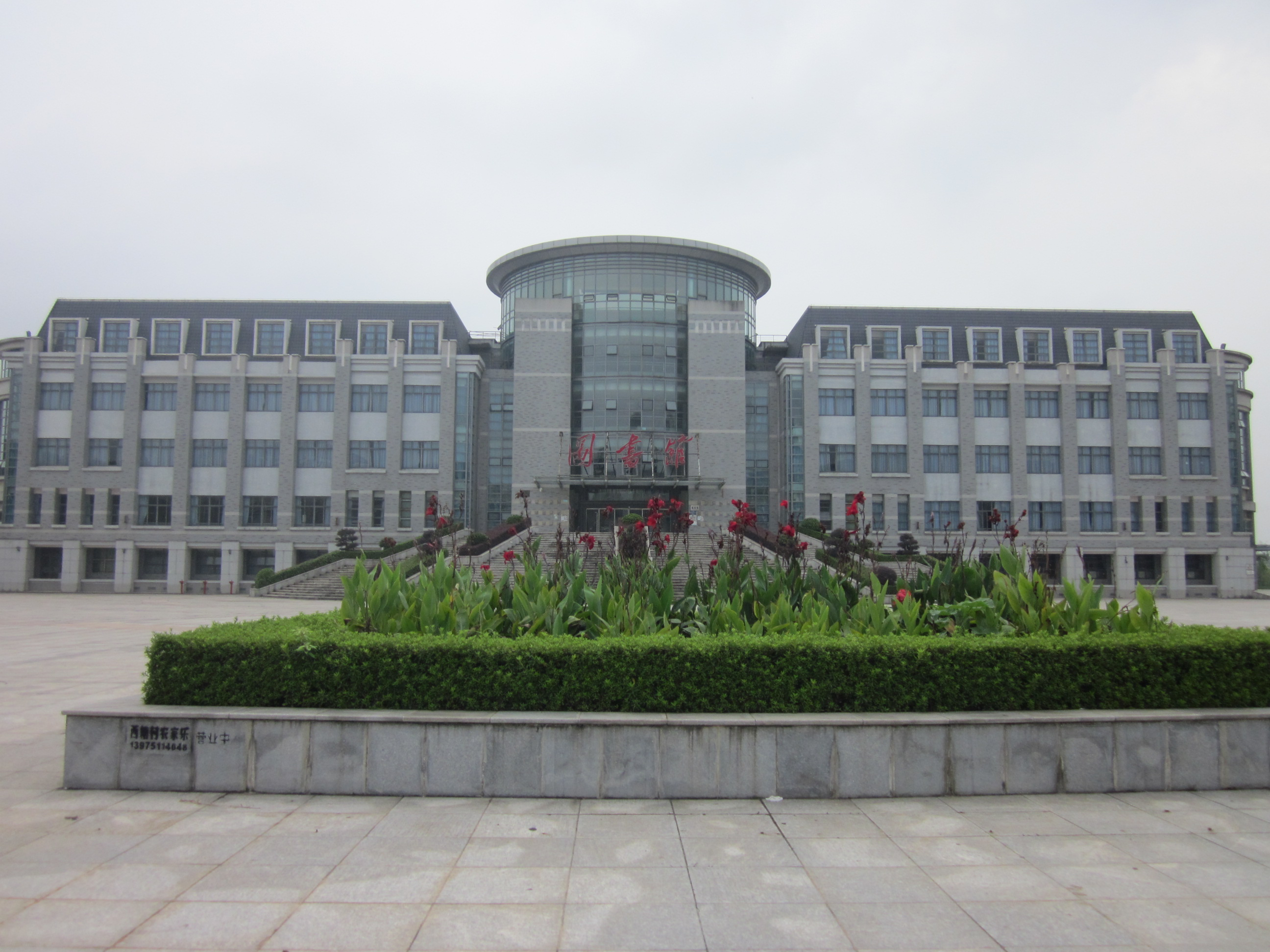
图书馆

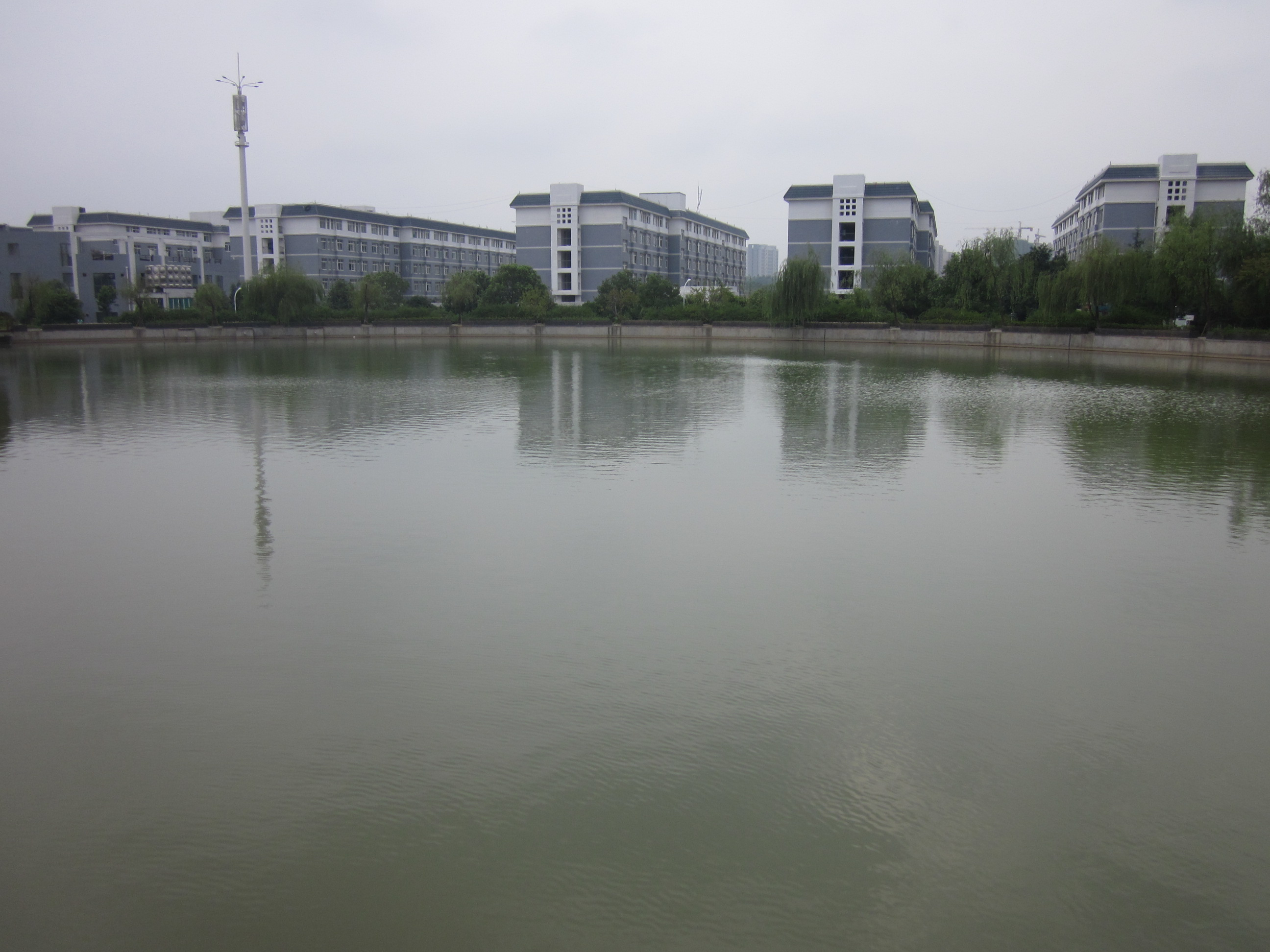
宿舍

| 姓名   | 职位     | 任期                   | 备注                                                                  |
| ------ | -------- | ---------------------- | --------------------------------------------------------------------- |
| 王先谦 | 馆长     | 1903年2月－1903年12月  | 湖南师范馆                                                            |
| 刘棣蔚 | 监督     | 1903年12月－1904年2月  | 湖南全省师范学堂                                                      |
| 戴展诚 | 监督     | 1904年2月－1904年11月  | 湖南全省师范学堂                                                      |
| 郭立山 | 监督     | 1904年11月－1905年2月  | 湖南中路师范学堂                                                      |
| 陈树藩 | 监督     | 1905年2月－1905年9月   | 湖南中路师范学堂                                                      |
| 谭延闿 | 监督     | 1905年9月－1906年11月  | 湖南中路师范学堂                                                      |
| 刘人熙 | 监督     | 1906年11月－1908年11月 | 湖南中路师范学堂                                                      |
| 瞿宗铎 | 监督     | 1908年11月－1910年5月  | 湖南中路师范学堂                                                      |
| 王达   | 监督     | 1910年5月－1911年2月   | 湖南省中路师范学堂 （辛亥革命期间停办数月）                           |
| 王风昌 | 监督     | 1911年2月－1911年12月  | －                                                                    |
| 文启   | 校长     | 1912年2月－1912年7月   | 湖南公立第一师范学校                                                  |
| 曾沛霖 | 校长     | 1912年7月－1913年4月   | 湖南公立第一师范学校                                                  |
| 孔昭绶 | 校长     | 1913年4月－1914年1月   | 湖南公立第一师范学校                                                  |
| 朱振黄 | 代理校长 | 1914年3月－1915年8月   | 湖南公立第一师范学校                                                  |
| 张干   | 校长     | 1914年3月－1915年8月   | 湖南省立第一师范学校                                                  |
| 武绍程 | 校长     | 1915年8月－1916年2月   | 湖南省立第一师范学校                                                  |
| 尹集馨 | 校长     | 1916年2月－1916年8月   | 湖南省立第一师范学校                                                  |
| 彭政枢 | 校长     | 1916年8月－1916年9月   | 湖南省立第一师范学校                                                  |
| 孔昭绶 | 校长     | 1916年9月－1918年9月   | 湖南省立第一师范学校                                                  |
| 文徽典 | 校长     | 1918年9月－1920年2月   | 湖南省立第一师范学校                                                  |
| 覃汉寰 | 校长     | 1920年2月－1920年7月   | 湖南省立第一师范学校                                                  |
| 易培基 | 校长     | 1920年7月－1924年1月   | 湖南省立第一师范学校                                                  |
| 李济民 | 校长     | 1924年1月－1924年8月   | 湖南省立第一师范学校                                                  |
| 彭一湖 | 校长     | 1924年8月－1926年1月   | 湖南省立第一师范学校                                                  |
| 王凝度 | 校长     | 1926年1月－1926年8月   | 湖南省立第一师范学校                                                  |
| 熊梦飞 | 校长     | 1926年8月－1927年1月   | 湖南省立高级中学师范部 （“马日事变”后停办年余）                       |
| 罗驭雄 | 校长     | 1926年底－1927年5月    | 湖南省立第一师范学校                                                  |
| 谢祖尧 | 校长     | 1929年1月－1932年9月   | 湖南省立第一师范学校                                                  |
| 王泽衡 | 校长     | 1932年9月－1937年1月   | 湖南省立第一师范学校                                                  |
| 陈奎生 | 校长     | 1937年1月－1938年1月   | 湖南省立第一师范学校                                                  |
| 杨国础 | 部主任   | 1938年1月－1939年9月   | 湖南省立第一临时中学师范部 （1938年1-1941年1月， “临中”校长为熊梦飞） |
| 刘鸣剑 | 部主任   | 1939年9月－1941年1月   | －                                                                    |
| 谢祖尧 | 校长     | 1941年1月－1941年8月   | 湖南省立第一师范学校                                                  |
| 魏先朴 | 校长     | 1941年8月－1942年1月   | 湖南省立第一师范学校                                                  |
| 马文义 | 校长     | 1942年1月－1943年8月   | 湖南省立第一师范学校                                                  |
| 杨允元 | 代理校长 | 1943年8月－1944年1月   | 湖南省立第一师范学校                                                  |
| 熊梦飞 | 校长     | 1944年1月－1949年8月   | 湖南省立第一师范学校                                                  |

## 职工和知名校友

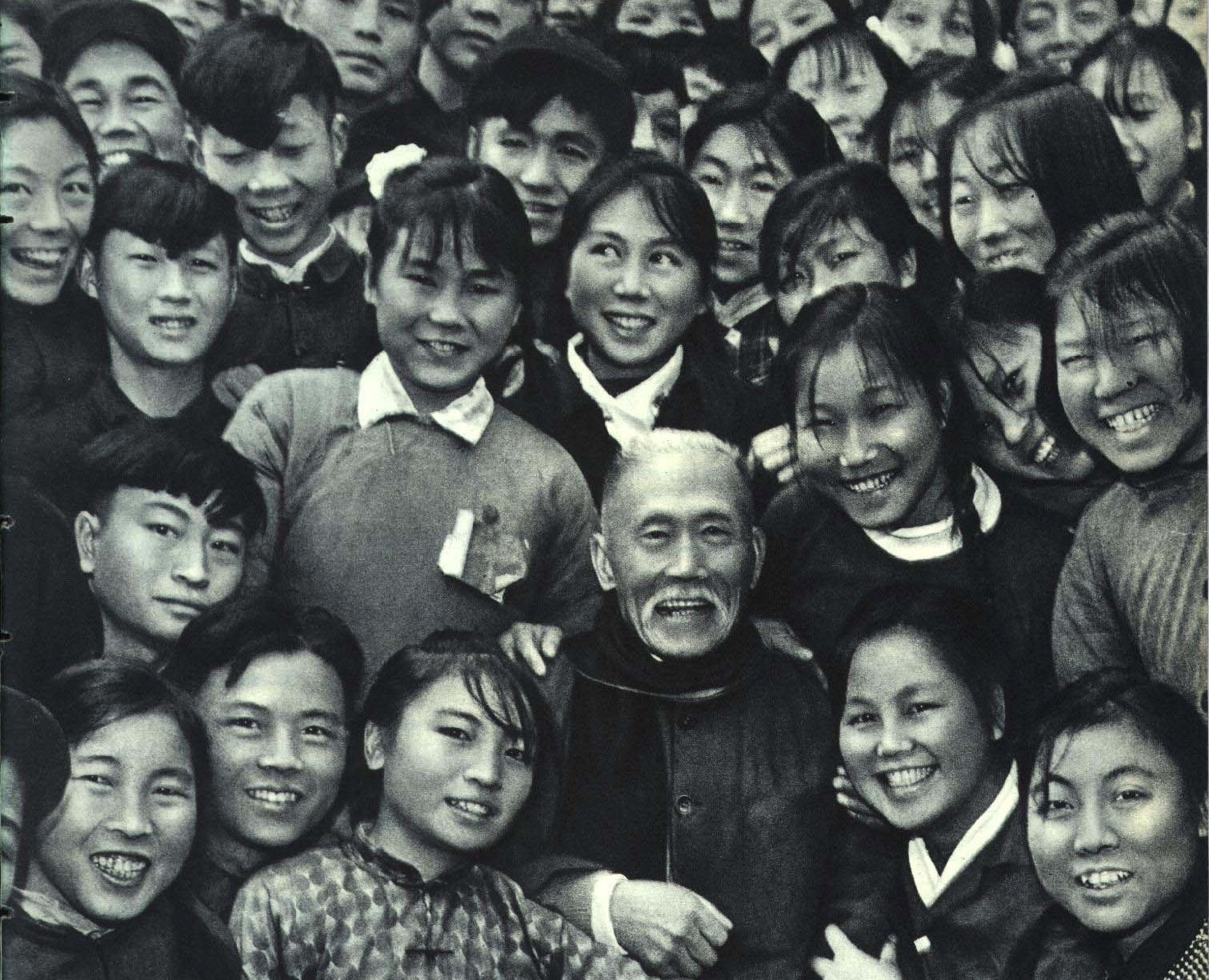
1963年湖南第一师范学院学生与徐特立

- 毛泽东：中华民国大陆时期、中国共产党和中华人民共和国早期的重要政治家、革命家、军事家、外交家、思想家和诗人。是中国共产党第一任中央委员会主席，也是中华人民共和国的第一代党、政、军最高领导人；于1913至1918年就读于一师，1920至1922年任一师附小主事兼师范部国文教员。
- 皮锡瑞： 经学家、诗人；1903至1906年任一师伦理、经史教员。
- 王先谦：教育家、语言文字学家；1903至1904年任师范馆校长。
- 陈天华：革命家。1903年就读于一师，获官费赴日留学。
- 陶峙岳：高级将领、中国人民政治协商会议全国委员会副主席；1904至1907年就读于一师附小。
- 周鲠生：教育家、国际法学家；1904至1906年就读于一师。
- 谭延闿：光绪进士，湖南省主席、行政院长；1905、1906年任一师校长。
- 徐特立：教育家；1913至1919年任一师教育学、教学法教员兼教育实习主任，曾任毛泽东在该校就读时的老师。
- 杨昌济：教育家；1913至1918年任修身、教育学教员。
- 罗学瓒：革命家；1913至1918年就读于一师。
- 黎锦熙：教育家、语言文字学家，1955年的中科院学部委员；1913至1915年任一师历史教员。
- 蔡和森：革命家、中国共产党早期领导人、马克思主义理论家；1913至1915年就读于一师。
- 何叔衡：革命家、中国共产党的创始人之一；1913、1914年就读于一师。
- 杨树达：教育家、语言文字学家；1955年的中国科学院院士（学部委员），1914、1915年任一师国文教员。
- 张国基：教育家、中华全国归国华侨联合会主席。1915至1920年就读于一师。
- 任弼时：中国共产党、中国人民解放军、中国青年运动的领导人；1915至1918年就读于一师附小高级部。
- 李维汉：革命家，全国人民代表大会常务委员会副委员长、中国人民政治协商会议全国委员会副主席、中国共产党中央顾问委员会副主任；1916、1917年就读于一师，1917、1918年任一师附小初级部主任，1922、1923年任一师教员。
- 易白沙：革命家。1917年任一师国文、历史教员。
- 夏曦：红军高级将领、烈士；1917至1922年就读于一师。
- 辛树帜：生物学家、农史学家和教育家。1920至1924年任湖南一师生物教员。
- 刘畴西： 红军高级将领，黄埔军校三百名将之一；1920至1924年就读于一师。
- 谢觉哉：中国人民政治协商会议全国委员会副主席、最高人民法院院长。1920至1923年任一师附小教员。
- 郭亮：早期工人运动领袖、烈士；1920至1922年就读于一师。
- 夏丏尊：教育家、作家、翻譯家（譯著有《愛的教育》）；1920至1922年任一师国文教员。
- 周谷城：教育家、历史学家、全国人民代表大会常务委员会副委员长；1921至1927年任一师英语教员，曾先后兼任教务、训育主任。
- 田汉：剧作家、诗人，中国文学艺术界联合会副主席；1921至1922年任一师国文教员。
- 舒新城： 教育家、辞书编纂家。1920、1921年任一师国文、英语教员。
- 袁国平：红军高级将领、烈士；1922至1925年就读于一师。
- 陈子展：文学家。1923至1927年任一师国文教员。
- 李达：马克思主义理论家、哲学家、教育家，中国共产党的创始人之一，中国科学院学部委员；1923至1926年任一师社会学教员。
- 段德昌：革命家、军事家；1924、1925年就读于一师。
- 刘起釪：尚书学家，1933年起就读一师。